# ATP Shenzhen Open 2018
ATP Shenzhen Open 2018 — тенісний турнір, що проходив на кортах з твердим покриттям у місті Шеньчжень, КНР з 24 вересня. Належав до категорії ATP World Tour 250.

## Фінальна частина

### Одиночний розряд
Йосіхіто Нісіока —  П'єр-Юг Ербер 7–5, 2–6, 6–4

### Парний розряд
Бен Маклахлан /  Джо Солсбері —  Роберт Ліндстедт /  Ражів Рам 7–6(7–5), 7–6(7–4)